# Свитен, Мэдилин
Мэ́дилин Сви́тен (англ. Madylin Sweeten; род. 27 июня 1991, Браунвуд, Браун, Техас) — американская актриса кино и телевидения, начавшая сниматься в возрасте пяти лет. Наиболее запомнилась зрителю исполнением роли Александры «Элли» Бэрон в телесериале «Все любят Рэймонда» (за 9 лет появилась в 206 эпизодах).

## Биография
Мэдилин Анн-Мишель Свитен родилась 27 июня 1991 года в городе Браунвуд (штат Техас, США). Отца зовут Тимоти Линн Свитен, мать — Элизабет Джини. Младшая сестра — Мэйса, младшие братья — близнецы Сойер (1995—2015) и Салливан. После того, как мать Мэдилин вышла замуж повторно, у девушки появились ещё четыре единоутробные сестры: Эльетта, Эмма, Джулиана и Джеймсон.
С 1996 года Мэдилин начала сниматься для телевидения, в 1998 году впервые появилась на широком экране. В 2014—2015 годах дважды выступила как исполнительный продюсер двух короткометражных фильмов: «Мамочка» и Wedding Frisk (к последнему также выступила сосценаристом). В 2019 году стала вторым ассистентом режиссёра в короткометражке «Чья это жизнь, в конце концов?»

## Награды и номинации
Награды
- 1999 — премия «Молодой актёр» в категории «Лучшая роль в телевизионном комедийном сериале — Молодая актриса в возрасте десяти лет или младше» за роль в сериале «Все любят Рэймонда».
- 2003 — Премия Гильдии киноактёров США в категории «Лучший актёрский состав в комедийном сериале» за роль в сериале «Все любят Рэймонда».

С полным актуальным списком кинематографических номинаций Мэдилин Свитен можно ознакомиться на сайте IMDb.

## Избранная фильмография
Широкий экран
- 1999 — Фламандский пёс / A Dog of Flanders — Алоиза в детстве
- 1999 — История игрушек 2 / Toy Story 2 — женщина (озвучивание)
- 2003 — Американское великолепие[англ.] / American Splendor — Даниэлла
- 2008 — На крючке / Eagle Eye — Бекки

Телевидение
- 1996—2005 — Все любят Рэймонда / Everybody Loves Raymond — Александра «Элли» Бэрон (в 206 эпизодах)
- 2017 — Анатомия страсти / Grey's Anatomy — тихая собеседница (в эпизоде Ain't That a Kick in the Head)
- 2019 — Люцифер / Lucifer — разговорчивая девушка (в эпизоде Somebody's Been Reading Dante's Inferno)
- 2020 — Грязный Джон / Dirty John — Темп (в эпизоде More to It Than Fun)

В роли самой себя
- 1999 — Шоу Рози О’Доннелл[англ.] / The Rosie O'Donnell Show — в выпуске от 1 июня
- 2001 — Голливудские квадраты[англ.] / Hollywood Squares — игрок (в 3 выпусках)
- 2013 — Это лучше не носить[англ.] / What Not to Wear — в выпуске Lizz G.
- 2016 — Шоу доктора Оза[англ.] / The Dr. Oz Show — в выпуске Drugs, Alcohol and Pills: What Really Happened with America's Favorite Sitcom Kids?